# Lauren Gibbemeyer
Lauren Gibbemeyer (Saint Paul, 8 settembre 1988) è una pallavolista statunitense, centrale dell'Athletes Unlimited.

## Carriera

### Club
La carriera di Lauren Gibbemeyer inizia a livello giovanile col Northern Lights, giocando anche a livello scolastico con la Cretin-Derham Hall HS. Dal 2007 al 2010 gioca a livello universitario nella NCAA Division I con la Minnesota, disputando anche la Final-4 dell'edizione 2009, chiusa in semifinale contro la Texas, e raccogliendo qualche riconoscimento individuale. 
Nella stagione 2011-12 inizia la carriera professionistica nella V.Premier League giapponese, con le Toyota Queenseis, mentre nella stagione successiva passa alla Robursport Pesaro, nella Serie A1 Italiana.
Per il campionato 2013-14 viene ingaggiata dalla Lokomotiv Baku, nella Superliqa azera; tuttavia, nel gennaio 2014, ritorna nella massima divisione italiana per giocare nell'Imoco di Conegliano, per la seconda parte dell'annata. Nel campionato successivo resta sempre in Italia, vestendo la maglia del Casalmaggiore per un triennio nel quale conquista lo scudetto 2014-15, la Supercoppa italiana 2015 e la Champions League 2015-16.
Nella stagione 2017-18 difende i colori dell'AGIL di Novara, sempre in Serie A1, con cui conquista la Supercoppa italiana 2017 e la Coppa Italia 2017-18. Nella stagione seguente si trasferisce in Turchia per partecipare alla Sultanlar Ligi con l'Eczacıbaşı, con cui si aggiudica due edizioni della Supercoppa turca e una coppa nazionale.
A fine 2020 viene tesserata dalla formazione svedese dell'Hylte/Halmstad, con cui tuttavia non scende mai in campo: rientra quindi in patria per partecipare alla prima edizione dell'Athletes Unlimited.

### Nazionale
Fa parte delle nazionale Under-20 statunitense, aggiudicandosi il campionato nordamericano 2006 e partecipando al campionato mondiale 2007.
Nel 2011 viene convocata per la prima volta in nazionale maggiore, vincendo la medaglia di bronzo ai XVI Giochi panamericani, dove viene anche premiata come miglior muro. Successivamente vince due ori alla Coppa panamericana 2012 e 2013 e poi ancora un oro al campionato nordamericano 2013, dopo i quali si aggiudica la medaglia d'argento alla Grand Champions Cup 2013.
Nel 2015 vince la medaglia d'oro al World Grand Prix, quella di bronzo alla Coppa del Mondo e ancora un oro al campionato nordamericano. Dopo aver centrato il bronzo alla Grand Champions Cup 2017, conquista la medaglia d'oro alla Volleyball Nations League 2018, prima di annunciare nel 2019 il suo ritiro dalla nazionale.

## Palmarès

### Club
- Campionato italiano: 1

2014-15
- Coppa Italia: 1

2017-18
- Supercoppa italiana: 2

2015, 2017
- Coppa di Turchia: 1

2018-19
- Supercoppa turca: 2

2018, 2019
- Champions League: 1

2015-16

### Nazionale (competizioni minori)
- Campionato nordamericano Under-20 2006
- Giochi panamericani 2011
- Coppa panamericana 2012
- Coppa panamericana 2013

### Premi individuali
- 2008 - All-America Third Team
- 2009 - NCAA Division I: Minneapolis regional All-Tournament Team
- 2009 - All-America First Team
- 2010 - NCAA Division I: Seattle regional All-Tournament Team
- 2011 - XVI Giochi panamericani: Miglior muro